# Patelloa setifrons
Patelloa setifrons là một loài ruồi trong họ Tachinidae.